# Absorbeur-neutralisateur
Un absorbeur-neutralisateur, épurateur ou laveur est un appareil destiné à absorber et à neutraliser les particules ou gaz toxiques ou corrosifs. Pour certaines utilisations, on parle aussi de lavage de gaz. En anglais, le terme correspondant est scrubber.
Ces systèmes d’épuration tel que les absorbeurs chimiques ou les neutralisateurs de gaz, constituent un groupe diversifié de dispositifs de contrôle de la pollution atmosphérique pouvant être utilisés pour éliminer certaines particules et / ou certains gaz des flux d’échappement industriels. Le premier épurateur d'air a été conçu pour éliminer le dioxyde de carbone de l'air d'un sous-marin ancien, Ictíneo I, rôle pour lequel il est toujours utilisé aujourd'hui . 
Traditionnellement, le terme "laveur" désigne les dispositifs de contrôle de la pollution qui utilisent un liquide pour laver les polluants indésirables d'un flux de gaz. Récemment, le terme a également été utilisé pour décrire des systèmes qui injectent un réactif sec ou une suspension dans un flux d'échappement sale pour "laver" les gaz acides. Les épurateurs sont l’un des principaux dispositifs de contrôle des émissions gazeuses, en particulier des gaz acides. Les épurateurs peuvent également être utilisés pour récupérer la chaleur des gaz chauds par condensation des gaz de combustion. Il existe plusieurs méthodes pour éliminer et neutraliser les composés toxiques ou corrosifs des fumées.

## Combustion
Une combustion provoque souvent l’émission de fumées nocives, mais dans certains cas, la combustion peut également être utilisée pour nettoyer les fumées si la température est suffisamment élevée et s'il y a suffisamment d'oxygène disponible.

## Neutralisation humide

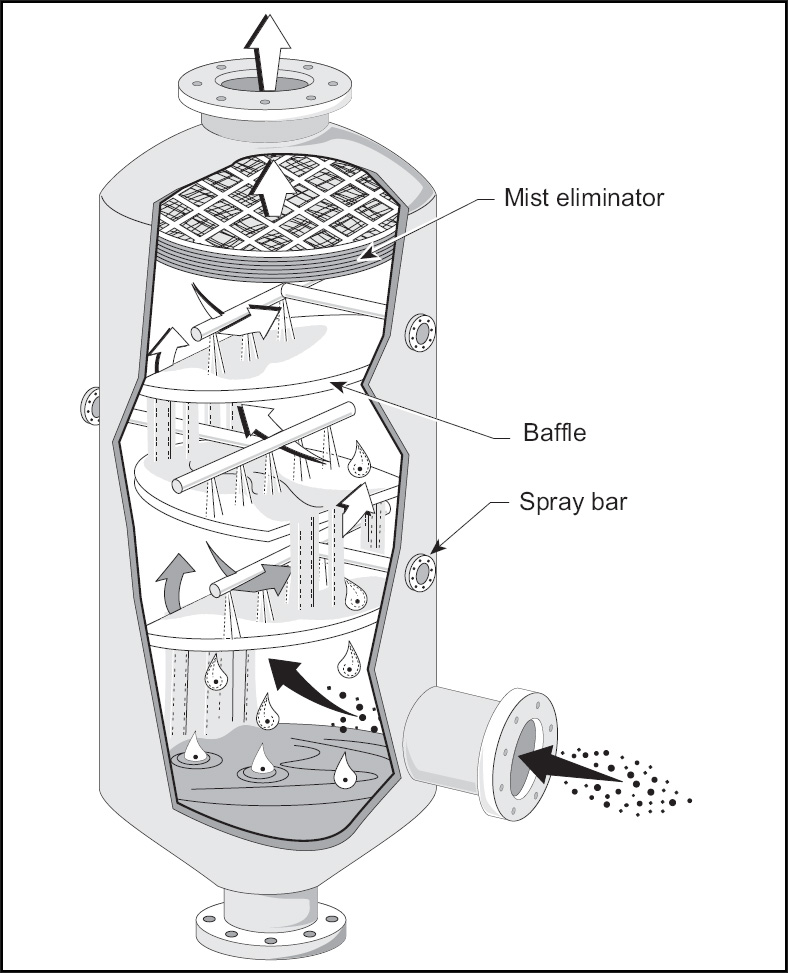
Exemple d'épurateur.

Les gaz issus de la combustion peuvent contenir des substances considérées nocives pour l'environnement, et l'épurateur-laveur peut les éliminer ou les neutraliser. Un épurateur par voie humide est utilisé pour purifier l’air, le gaz combustible ou d’autres gaz contenant divers polluants et particules de poussière. Le lavage humide fonctionne via le contact des composés cibles ou des particules avec la solution de lavage. Les solutions peuvent être simplement de l'eau (pour la poussière) ou des solutions de réactifs qui ciblent spécifiquement certains composés.
Les gaz industriels issus de fabrication peuvent également contenir des gaz toxiques et / ou corrosifs solubles dans l'eau, tels que l'acide chlorhydrique (HCl) ou l'ammoniac (NH3). Ceux-ci peuvent être très bien éliminés par un laveur humide.
L'efficacité du traitement est améliorée en augmentant le temps de séjour dans l'épurateur ou en augmentant la surface de contact avec la solution d'épurateur en utilisant des buses de pulvérisation, des tours à garnissage ou brassage des gaz. Les laveurs humides peuvent augmenter la proportion d'eau dans le gaz, ce qui crée un panache de vapeur blanche visible si le gaz est envoyé dans une cheminée.
Les épurateurs humides peuvent également être utilisés pour abaisser la chaleur des gaz chauds par condensation des gaz de combustion. Dans ce mode, appelé épurateur à condensation, l’eau du drain de l’épurateur circule dans un refroidisseur jusqu’aux buses situées en haut de l’épurateur. Les gaz chauds pénètrent dans l’épurateur en bas. Si la température du gaz est supérieure au point de rosée de l'eau, il est d'abord refroidi par évaporation de gouttes d'eau. Un refroidissement supplémentaire provoque la condensation des vapeurs d'eau, qui s'ajoute à la quantité d'eau en circulation.
La condensation de l’eau dégage une quantité importante de chaleur à basse température (plus de 2 gigajoules (630 kW/h) par m3 d’eau), qui peut être récupérée dans le système de refroidissement pour le chauffage urbain, entre autres.
L’excès d’eau condensée doit être continuellement éliminé de l’eau en circulation.
Le gaz quitte le laveur à la température du point de rosée de l’eau. Ainsi, même si de grandes quantités d’eau ont pu être retirées du gaz refroidi, il est probable qu’il laisse un panache visible de vapeur d’eau.

## Neutralisation à sec
Un système d'épuration sec ou semi-sec, contrairement à l'épurateur humide, ne sature pas le flux de gaz de combustion traité avec l'humidité. Dans certains cas, aucune humidité n'est ajoutée, alors que dans d'autres, n’est ajouté que la quantité d'humidité pouvant être évaporée dans les gaz de combustion sans apparition de condensation. Par conséquent, les épurateurs à sec n'ont généralement pas de panache de vapeur à la cheminée ni d'exigences de traitement / d'élimination des eaux usées. Les systèmes de traitement sec sont utilisés pour éliminer les gaz acides (tels que le SO2 et le HCl) issus principalement de combustion.
Il existe un certain nombre de modèles de systèmes de nettoyage à sec. Cependant, tous se composent de deux sections ou dispositifs principaux: un dispositif pour introduire le réactif absorbant des gaz acides dans le flux de gaz et un dispositif de contrôle des particules pour éliminer les produits de réaction, le matériau absorbant en excès ainsi que les particules déjà présentes dans les gaz de combustion.
Les systèmes de lavage à sec sont souvent utilisés pour neutraliser les gaz odorants et corrosifs des installations de traitement des eaux usées. Le produit utilisé est typiquement un composé d’alumine activée imprégnée de matériaux permettant de traiter des gaz spécifiques tels que le sulfure d’hydrogène. Les produits utilisés peuvent être mélangés pour offrir une large gamme d’élimination pour d’autres composés odorants tels que les méthylmercaptans (ou Méthanethiol), les aldéhydes, les COV (ou composés organiques volatils, le sulfure de diméthyle et le disulfure de diméthyle (ou Diméthyldisulfure).
Les systèmes de neutralisation à sec peuvent être classés en deux catégories: l’injection de réactif sec ou la vaporisation de réactif liquide. 

### Injection de réactif à sec
L'injection de réactif à sec implique l'ajout d'un produit alcalin (habituellement de la chaux hydratée, du carbonate de sodium ou du bicarbonate de sodium) dans le flux gazeux pour réagir avec les gaz acides. Le réactif peut être injecté directement à différents endroits: processus de combustion, conduite de gaz de combustion (en amont du dispositif de contrôle des particules) ou chambre de réaction ouverte (le cas échéant). Les gaz acides réagissent avec les réactifs alcalins pour former des sels solides qui sont éliminés dans le dispositif de contrôle des particules. Ces systèmes simples ne permettent d’obtenir que des rendements limités d’élimination des gaz acides (SO2 et HCl). Des rendements de neutralisation plus élevés peuvent être obtenus en augmentant l’humidité des gaz de combustion (c’est-à-dire un refroidissement par pulvérisation d’eau). Ces dispositifs ont été utilisés sur des incinérateurs de déchets médicaux et quelques incinérateurs de déchets ménagers.

### Vaporisation de réactif liquide
Dans la vaporisation de réactif liquide, les gaz de combustion sont introduits dans une tour d’absorption (séchoir) où les gaz sont mis en contact avec une suspension alcaline finement atomisée. Les gaz acides sont absorbés par le mélange en suspension et réagissent pour former des sels solides qui sont éliminés par le dispositif de contrôle des particules. La chaleur des gaz de combustion est utilisée pour évaporer toutes les gouttelettes d'eau, laissant un gaz de combustion non saturé à la sortie de la tour d'absorption. Les séchoirs par atomisation sont capables d’atteindre des rendements élevés d’élimination des gaz acides (plus de 80%). Ces dispositifs ont été utilisés sur des chaudières industrielles et des incinérateurs de déchets ménagers.

## Adsorbeur
De nombreux produits chimiques peuvent également être éliminés des gaz d'échappement en utilisant un matériau adsorbeur. Les gaz de combustion traversent une cartouche remplie d'un ou plusieurs matériaux adsorbeurs et adaptés aux propriétés chimiques des composants à éliminer. Ce type de neutralisateur est parfois aussi appelé neutralisateur à sec. Le matériau adsorbeur doit être remplacé une fois sa surface saturée. Remarque: l'adsorption est un phénomène de surface, l'absorption concerne tout le matériau. Ex: charbon actif, un adsorbant utilisé pour l'adsorption de composés odorants.

## Élimination du mercure
Le mercure est un élément hautement toxique que l’on trouve couramment dans le charbon et les déchets ménagers. Les épurateurs humides ne sont efficaces que pour éliminer le mercure soluble, telles que le mercure oxydé, Hg2+.  La vapeur de mercure sous sa forme élémentaire, Hg0, est insoluble dans la boue de l’épurateur et n’est pas éliminée. Par conséquent, un processus supplémentaire de conversion du Hg0 est nécessaire pour compléter l’élimination du mercure. Des Halogènes sont généralement ajoutés aux gaz de combustion à cette fin. Le type de charbon brûlé ainsi que la présence d'une unité de réduction catalytique sélective ont tous deux une incidence sur le rapport entre le mercure élémentaire et le mercure oxydé dans les gaz de combustion et donc sur le degré d'élimination du mercure.

## Résidus du lavage de déchets
La conséquence du lavage est que le traitement ne fait que déplacer la substance indésirable des fumées vers une solution liquide, une pâte solide ou une poudre. Celle-ci doit être éliminée en toute sécurité si elle ne peut pas être recyclée.
À titre d’exemple, le piégeage du mercure donne un déchet qui nécessite soit un traitement supplémentaire pour extraire le mercure brut, soit être enterré dans une décharge spécialement conçue pour les déchets dangereux qui empêche le mercure de s'infiltrer dans l'environnement.
Comme exemple de recyclage, les épurateurs à base de calcaire dans les centrales au charbon peuvent produire un gypse synthétique de qualité suffisante pour être utilisé pour la fabrication de cloisons sèches et autres produits industriels. 

## Propagation de bactéries
Des épurateurs de fumées mal entretenus peuvent propager des bactéries pathogènes. Le problème est dû à un mauvais entretien. Par exemple, une épidémie de légionellose survenue en 2005 en Norvège n’est due qu’à quelques neutralisateurs infectés. L'épidémie a causé la mort de dix personnes et a provoqué  plus de 50 cas d'infection.